# Divisiones Regionales de la Región de Murcia 1993-94
Las divisiones regionales de fútbol son las categorías de competición futbolística de más bajo nivel en España, en las que participan deportistas aficionados, no profesionales. En la Región de Murcia su administración corre a cargo de las Real Federación de Fútbol de la Región de Murcia. Inmediatamente por encima de estas categorías estaba la Tercera División española.
En la temporada 1993-1994 las divisiones regionales se dividen en Regional Preferente, Primera Regional y Segunda Regional. Los tres primeros clasificados de Regional Preferente ascendieron directamente al grupo XIII de Tercera División.

## Regional Preferente

### Clasificación
|  |     | Equipos de fútbol     | PJ | G  | E  | P  | GF | GC | Dif | Pts |
|  | --- | --------------------- | -- | -- | -- | -- | -- | -- | --- | --- |
|  | 1.  | Olímpico de Totana    | 38 | 23 | 8  | 7  | 89 | 38 | +51 | 54  |
|  | 2.  | CD Dolores de Pacheco | 38 | 22 | 9  | 7  | 84 | 40 | +44 | 53  |
|  | 3.  | CF Cutillas Fortuna   | 38 | 20 | 11 | 7  | 64 | 31 | +33 | 51  |
|  | 4.  | Barinas CF            | 38 | 21 | 9  | 8  | 68 | 29 | +39 | 51  |
|  | 5.  | Algezares CF          | 38 | 19 | 12 | 7  | 57 | 29 | +28 | 50  |
|  | 6.  | CD Los Garres         | 38 | 19 | 9  | 10 | 81 | 50 | +31 | 47  |
|  | 7.  | CD Bullense           | 38 | 16 | 10 | 12 | 59 | 43 | +16 | 42  |
|  | 8.  | Sangonera Atlético    | 38 | 14 | 11 | 13 | 63 | 59 | +4  | 39  |
|  | 9.  | Águilas CF Promesas   | 38 | 13 | 12 | 13 | 51 | 47 | +4  | 38  |
|  | 10. | AD Sangonera la Seca  | 38 | 15 | 7  | 16 | 70 | 61 | +9  | 37  |
|  | 11. | La Unión Athlétic     | 38 | 13 | 10 | 15 | 44 | 48 | -4  | 36  |
|  | 12. | CD Lumbreras          | 38 | 13 | 9  | 16 | 54 | 59 | -5  | 35  |
|  | 13. | UD Lorca              | 38 | 13 | 9  | 16 | 56 | 82 | -26 | 35  |
|  | 14. | CD Balsicas           | 38 | 13 | 8  | 17 | 62 | 76 | -14 | 34  |
|  | 15. | AD Cotillas CF        | 38 | 12 | 10 | 16 | 51 | 64 | -13 | 34  |
|  | 16. | Nueva Vanguardia CF   | 38 | 14 | 6  | 18 | 49 | 60 | -11 | 34  |
|  | 17. | Deportiva Minera      | 38 | 11 | 7  | 20 | 39 | 83 | -44 | 29  |
|  | 18. | AD San Miguel         | 38 | 9  | 6  | 23 | 33 | 75 | -42 | 24  |
|  | 19. | CD Algar              | 38 | 6  | 7  | 25 | 38 | 99 | -61 | 19  |
|  | 20. | Mazarrón CF           | 38 | 5  | 8  | 25 | 40 | 79 | -39 | 14  |

Pts = Puntos; PJ = Partidos Jugados; G = Partidos Ganados; E = Partidos Empatados; P = Partidos Perdidos; GF = Goles Anotados; GC = Goles Recibidos
|  | Asciende a Tercera División  |
|  | Desciende a Primera Regional |

## Primera Regional

### Clasificación
|  |     | Equipos de fútbol | PJ | G  | E  | P  | GF | GC | Dif | Pts |
|  | --- | ----------------- | -- | -- | -- | -- | -- | -- | --- | --- |
|  | 1.  | Sangonera CF      | 30 | 21 | 4  | 5  | 67 | 22 | +45 | 46  |
|  | 2.  | AD Albujón        | 30 | 20 | 5  | 5  | 66 | 26 | +40 | 45  |
|  | 3.  | Yecla Promesas    | 30 | 18 | 6  | 6  | 72 | 29 | +43 | 42  |
|  | 4.  | Blanca CF         | 30 | 16 | 7  | 7  | 59 | 35 | +24 | 39  |
|  | 5.  | CD El Raal        | 30 | 16 | 4  | 10 | 68 | 42 | +26 | 36  |
|  | 6.  | CD El Esparragal  | 30 | 12 | 10 | 8  | 75 | 52 | +23 | 34  |
|  | 7.  | AD Pliego         | 30 | 15 | 6  | 9  | 58 | 48 | +10 | 34  |
|  | 8.  | EDM Totana        | 30 | 13 | 7  | 10 | 69 | 57 | +12 | 31  |
|  | 9.  | La Hoya CF        | 30 | 12 | 6  | 12 | 57 | 48 | +9  | 30  |
|  | 10. | Moratalla CF      | 30 | 9  | 9  | 12 | 44 | 44 | 0   | 27  |
|  | 11. | Atlético Alhameño | 30 | 8  | 10 | 12 | 43 | 53 | -10 | 26  |
|  | 12. | SD Los Martínez   | 30 | 10 | 4  | 16 | 45 | 70 | -25 | 24  |
|  | 13. | AD Ceutí Atlético | 30 | 9  | 7  | 14 | 51 | 49 | +2  | 23  |
|  | 14. | CD Zeneta         | 30 | 5  | 5  | 20 | 46 | 98 | -52 | 13  |
|  | 15. | CD Puebla de Soto | 30 | 4  | 5  | 21 | 42 | 99 | -57 | 13  |
|  | 16. | Naval Deportivo   | 30 | 1  | 7  | 22 | 32 | 99 | -67 | 7   |

Pts = Puntos; PJ = Partidos Jugados; G = Partidos Ganados; E = Partidos Empatados; P = Partidos Perdidos; GF = Goles Anotados; GC = Goles Recibidos
|  | Asciende a Regional Preferente |

## Segunda Regional

### Clasificación
|  |     | Equipos de fútbol    | PJ | G  | E | P  | GF | GC | Dif | Pts |
|  | --- | -------------------- | -- | -- | - | -- | -- | -- | --- | --- |
|  | 1.  | Jumilla              | 18 | 13 | 4 | 1  | 66 | 9  | +57 | 30  |
|  | 2.  | CD Alquerías         | 18 | 12 | 3 | 3  | 40 | 16 | +24 | 27  |
|  | 3.  | CD Molinense         | 17 | 10 | 2 | 5  | 41 | 24 | +17 | 22  |
|  | 4.  | AD Cotillas CF       | 18 | 7  | 8 | 3  | 33 | 24 | +9  | 22  |
|  | 5.  | Ramonete             | 18 | 8  | 3 | 7  | 34 | 38 | -4  | 19  |
|  | 6.  | UD Cañada de Gallego | 18 | 6  | 3 | 9  | 31 | 46 | -15 | 15  |
|  | 7.  | Santa Lucía          | 18 | 7  | 3 | 8  | 34 | 37 | -3  | 15  |
|  | 8.  | Los Mateos           | 17 | 3  | 6 | 8  | 30 | 43 | -13 | 12  |
|  | 9.  | Villa de Librilla    | 18 | 3  | 2 | 13 | 21 | 42 | -21 | 8   |
|  | 10. | Atlético Barqueros   | 18 | 2  | 2 | 14 | 24 | 75 | -51 | 6   |
|  | 11. | Cobatillas CF        | 0  | 0  | 0 | 0  | 0  | 0  | 0   | 0   |

Pts = Puntos; PJ = Partidos Jugados; G = Partidos Ganados; E = Partidos Empatados; P = Partidos Perdidos; GF = Goles Anotados; GC = Goles Recibidos
|  | Asciende a Primera Regional |